# Pietro Borgarelli
Pietro Borgarelli (Tortona, 29 marzo 1918 – Serravalle Scrivia, 15 luglio 1998) è stato un politico e partigiano italiano.

## Biografia
Figlio di Eugenio, politico socialista locale e sindaco della sua città natale negli anni dieci. Studente universitario, venne chiamato alle armi allo scoppio della seconda guerra mondiale. Dopo il 25 luglio 1943 abbandonò l'esercito e fu tra i primi organizzatori della Resistenza tortonese. Con la firma dell'Armistizio aderì al Partito Socialista Italiano e fu membro del CLN locale. Venne arrestato nel febbraio del 1945 e imprigionato per oltre un mese. Rilasciato, si diede alla clandestinità. Al termine del conflitto fu riconosciuto partigiano combattente.
Nell'immediato secondo dopoguerra si impegnò a livello locale, candidandosi poi nel 1948 alla Camera dei deputati, non venendo però eletto. Successivamente aderì al Partito Socialista dei Lavoratori Italiani collaborando con i massimi esponenti locali, Giuseppe e Pierluigi Romita.
Candidato nuovamente alle politiche del 1953 senza successo, venne infine eletto senatore nelle elezioni del 1958 con il Partito Socialista Democratico Italiano. Nel 1961 fu sindaco di Tortona. L'anno successivo fu oggetto di un'aggressione per motivi mai ben chiariti, che lo convinsero però ad allontanarsi dalla vita politica attiva e a ritirarsi con la famiglia a Serravalle Scrivia.
Morì nel luglio 1998 all'età di 79 anni.